# Zagadnienie Hiemenza
Zagadnienie Hiemenza – zagadnienie z zakresu teorii warstwy granicznej dotyczące napływu jednorodnej, potencjalnej strugi na ustawioną prostopadle do niej płaską płytę.

## Problem fizykalny
Zagadnienie Hiemenza dotyczy samo-podobnego rozwiązania równań warstwy granicznej dla zagadnienia napływu jednorodnej strugi potencjalnej na ustawioną prostopadle do niej sztywną płytę. Analogiczne zagadnienie dotyczy przepływu w warstwie granicznej w otoczeniu punktu stagnacji.
Zagadnienie zostało przeanalizowane po raz pierwszy przez Hiemenza (1911), który, wychodząc z klasycznych równań warstwy granicznej (równań Prandtla) otrzymał różniczkowe równanie samo-podobne, noszące obecnie nazwę równania Hiemenza.

## Opis matematyczny
Przyjmując oś {\displaystyle y} prostopadłą do płyty, a oś {\displaystyle x} leżącą na płycie, napływający potencjalny strumień płynu może być opisany następującą funkcją zespoloną:
{\displaystyle F(z)=F(x+iy)=z^{2}=(x+iy)^{2}=\phi (x,y)+i\psi (x,y),}
gdzie:
{\displaystyle \phi (x,y)} – potencjał prędkości,
{\displaystyle \psi (x,y)} – funkcja prądu dla napływającej strugi potencjalnej.
Rozwiązania równań warstwy granicznej w otoczeniu płyty reprezentowane są przez funkcję prądu {\displaystyle \Psi (x,y),} której pochodnymi cząstkowymi są składowa prędkości w warstwie granicznej styczna do płyty {\displaystyle u(x,y)} oraz składowa prędkości w warstwie granicznej normalna do płyty {\displaystyle v(x,y),} przy czym:
{\displaystyle u(x,y)={\frac {\partial \Psi (x,y)}{\partial y}},}
{\displaystyle v(x,y)=-\,{\frac {\partial \Psi (x,y)}{\partial x}}.}
Rozwiązania równań warstwy granicznej poszukiwać można wówczas w postaci następującej reprezentacji funkcji prądu {\displaystyle \Psi (x,y){:}}
{\displaystyle \Psi (x,y)={\sqrt {\frac {a\mu }{\varrho }}}\,xf(\xi ),}
gdzie:
{\displaystyle a} – wielkość stała,
{\displaystyle \varrho } – gęstość płynu,
{\displaystyle \mu } – lepkość płynu,
{\displaystyle \xi } – parametr samo-podobieństwa, który jest zdefiniowany w sposób: {\displaystyle \xi \;{\stackrel {\mathrm {df} }{=}}\;{\sqrt {\frac {a\varrho }{\mu }}}\,y.}
Problem redukuje się wówczas do rozwiązania równania samo-podobnego:
{\displaystyle {\frac {d^{3}f(\xi )}{d\xi ^{3}}}+f(\xi ){\frac {d^{2}f(\xi )}{d\xi ^{2}}}-\left\{{\frac {df(\xi )}{d\xi }}\right\}^{2}+1=0}
zwanego obecnie równaniem Hiemenza. Jest to nieliniowe równanie różniczkowe rzędu trzeciego.

## Zagadnienie brzegowe
Warunki brzegowe dla powyższego równania różniczkowego wynikające z fizykalnych postulatów teorii warstwy granicznej są jak następuje:
{\displaystyle \left.f(\xi )\right|_{\xi =0}=0,}
{\displaystyle \left.{\frac {df(\xi )}{d\xi }}\right|_{\xi =0}=0,}
{\displaystyle \left.{\frac {df(\xi )}{d\xi }}\right|_{\xi \to \infty }=1.}
Pierwszy z powyższych warunków brzegowych wyraża nieprzepuszczalność płyty, na którą następuje napływ płynu. Inaczej mówiąc, składowa normalna wektora prędkości na płycie jest równa zeru.
Drugi z powyższych warunków brzegowych wyraża postulat niewystępowania poślizgu na płycie: Płyn na sztywnej ściance „przykleja się” do niej, tj. składowe zarówno normalna, jak i styczna wektora prędkości na płycie są równe zeru.
Trzeci z powyższych warunków brzegowych wyraża postulat zgodnie z którym styczna składowa {\displaystyle u} wektora prędkości w warstwie granicznej zdążać będzie do wartości prędkości stycznej w napływającym strumieniu w miarę oddalania się od sztywnej płyty.
Równanie Hiemenza z trzema podanymi tutaj warunkami brzegowymi tworzy zagadnienie brzegowe.
Dla dodatnich wartości parametru {\displaystyle \xi } rozwiązania zagadnienia brzegowego Hiemenza są regularne. Potwierdzają to badania doświadczalne, które wykazały regularny charakter ruchu płynu przy napływie jednorodnej strugi na prostopadle ustawiona do niej płaską płytę.

## Literatura
- Hiemenz K., (1911): Die Grenzschicht an einen im den gleichförmigen Flüssigkeitström eigeyauchen geraden Kreiszylinder, Dissertationen, Göttingen, reprinted in Dingl. Polytech. Jahrbuch, 326, (1911), s. 321–410.
- Howarth L., (1959): Laminar Boundary Layers, in Handbuch der Physik, herausgegeben von S. Flügge und C. Truesdel, Bd. VIII/1 Strömungsmechanik I, Springer, Berlin – Göttingen – Heidelberg.
- Schlichting H., (1965): Grenzschicht-Theorie, Braun, Karlsruhe.